# Maciej Wanat
Maciej Wanat (ur. 10 sierpnia 1965, zm. 16 maja 1993) – polski perkusista, członek zespołów Bóm Wakacje w Rzymie oraz Apteka.

## Kariera
Maciej Wanat dołączył do zespołu Apteka w 1987 roku jako pierwszy stały muzyk. W tym czasie grupa muzyczna nagrywała w składzie: Jędrzej „Kodym” Kodymowski, Maciej Błasiak, Ewa Golianek. Wanat został perkusistą Apteki. Jeszcze w tym samym roku, wraz z zespołem, wystąpił na festiwalach w Jarocinie oraz Grand Festival Róbrege. Rok później w kompilacji „Gdynia” ukazały się utwory zespołu jak: „Synteza” oraz „AAA...”. W 1990 ukazał się debiutancki album duetu Jędrzeja „Kodyma” Kodymowskiego i Macieja Wanata pt. „Big Noise”. W 1992 roku natomiast premierę miały „Narkotyki”. a rok później „Urojonecałemiasta”. Zespół Apteka w 1993 roku planował wydać nową płytę, lecz plany promocyjnych tras koncertowych pokrzyżował tragiczny wypadek samochodowy. Zginął w nim Maciej Wanat w nocy z 15 na 16 maja 1993 roku. Po tym wydarzeniu zespół wystąpił, jeszcze w tym samym roku, na festiwalu w Jarocinie, a następnie zawiesił na pewien czas działalność.
Został pochowany na cmentarzu Witomińskim w Gdyni.

## Dyskografia

### Albumy
- Big Noise (1990)
- Narkotyki (1992)
- Urojonecałemiasta (1993)

### Kompilacje
- Gdynia (1988) – utwory: „Synteza” i „AAA...”